# Boi voador
Boi voador é um episódio ocorrido na antiga Cidade Maurícia, atual Recife, no estado de Pernambuco, à época do Brasil holandês. É narrado por frei Manuel Calado no seu "O Valeroso Lucideno" (1648), que dele foi testemunha ocular, e entrou na memória coletiva do povo.

## História
No contexto das Invasões holandesas no Brasil, dentre as grandes obras desenvolvidas durante a urbanização da chamada Cidade Maurícia, pelo administrador da Companhia Neerlandesa das Índias Ocidentais, conde João Maurício de Nassau, destacam-se a construção de duas pontes sobre o rio Capibaribe. A primeira unia o Recife à cidade Maurícia, na altura da atual ponte Maurício de Nassau, e uma segunda tinha a sua cabeceira leste no Palácio da Boa Vista e se estendia até ao continente. Ambas obedeciam a projeto encaminhado em 31 de março de 1641 ao Conselho dos XIX, juntamente com o mapa de Cornelis Golijath, "Mauritiopolis Reciffa et circumjacentia castra".
| “ | Mandaram os flamengos fazer uma ponte, que atravessava o rio Capibaribe da Cidade Maurícia para o Recife, por escusar o grande incômodo que havia de passar em batéis de uma parte para outra, e até o meio do rio, que se fez de pilares de pedra de cantaria, custou por contrato noventa mil cruzados, e a outra metade se fez de pilares de pau mui grossos, e fixos, e de tal casta, que não apodrece a tal madeira na água, mas antes reverdece, a qual madeira se chama Baibiraba. Esta ponte se fez à custa de todos os moradores com palavra dada que a passagem seria livre... | ” |

Para a construção da primeira ponte foi contratado o pedreiro português Manuel Costa. Este fez erguer, no talvegue do rio, um pilar com 12 pés de comprimento (3,66 metros) por 8 pés (2,44 metros) de largura, de modo a estudar a força das correntes. A empreitada foi licitada publicamente através de um edital datado de 25 de janeiro de 1641. Após alguns acertos, a obra foi contratada com o judeu Balthasar da Fonseca, que estimou em dois anos o prazo de conclusão dos trabalhos, ao preço de "240.000 florins e uma dádiva de 1000 patacas em espécie para a sua esposa no caso de vir a casar".
Em fins de 1642 haviam sido concluídos "quinze pilares e a cabeceira de pedra do lado de Maurícia e parte de madeira correspondente pronta para ser assentada, já estando postas várias vigas de um pilar para o outro". No início do ano seguinte, por dificuldades na execução dos trabalhos no trecho mais profundo do rio, as obras estiveram suspensas. Tal fato veio provocar um censura por escrito do Conselho dos XIX que, em carta datada de Amsterdã em 24 de outubro de 1643, indagava em tom irônico: "(...) como não recebemos há muito tempo notícia da ponte faz-nos isto pensar que a mesma nunca será terminada". As críticas do povo também não se fizeram esperar, tornando-se voz comum nas ruas que seria mais fácil um boi voar, do que a ponte ser terminada...
Nassau resolveu tomar a si a tarefa, utilizando-se para isso de seus próprios recursos. Para os montantes da ponte foram empregadas estacas de madeira, "com 40 a 50 pés (12 a 15 metros) de comprimento, impermeáveis à água pela dureza", tendo sido cravadas no leito do rio, com auxílio de martelões, umas verticais outras oblíquas, para obedecerem a correnteza, na profundidade de até doze pés (3,66 metros).
O historiador pernambucano José Antônio Gonsalves de Mello, com base na narrativa de frei Manuel Calado, observa que, no domingo, 28 de fevereiro de 1644, estava a ponte concluída, "(...) podendo-se cavalgar por ela ou atravessá-la a pé". A estrutura dispunha de duas cabeceiras em pedra e quinze pilares do mesmo material, completada por dez outras de madeira. Em suas cabeceiras, conforme frei Manuel Calado, foram esculpidas numa extremidade as armas do Príncipe de Orange e as da Casa de Nassau e, na outra, foi gravada em pedra a inscrição: "Fundabat me illustrissimus Heros Ioannes Mauricius Comes Nassaviae, Ec. Dum In Brasilia Terra Supremu Principatum Imperiumque Teneret.Anno Dni. MDCXL".
Conforme a crónica de frei Manuel Calado, a fim de obter um maior número de pessoas pagando pedágio na ponte, no dia da sua inauguração, Nassau havia feito anunciar que um boi manso, pertencente Melchior Álvares, iria voar.
Para a festa, para a qual foram convidados os membros do Supremo Conselho, mandou abater e esfolar um boi, e encher-lhe a pele de erva seca, tendo posto esta encoberta no alto de uma galeria que tinha edificada no seu jardim. Pediu a Melchior Álvares emprestado um boi muito manso que aquele tinha, e o fez subir ao alto da galeria e, depois de visto pelo grande número de pessoas presentes, mandou-o fechar em um aposento, de onde tiraram o outro couro de boi cheio de palha, e o fizeram vir voando por umas cordas com um engenho, para grande admiração de todos. Tanta gente passou de uma para outra parte da ponte que, naquela tarde, rendeu mil e oitocentos florins, não pagando cada pessoa mais que duas placas à ida, e duas à vinda.
O episódio é recordado, entre outros, numa canção de Chico Buarque, "Boi Voador Não Pode". Dá nome ainda a um conceituado grupo teatral.